# Crangon handi
Crangon handi är en kräftdjursart som beskrevs av Kuris och Christopher E. Carlton 1977. Crangon handi ingår i släktet Crangon och familjen Crangonidae. Inga underarter finns listade i Catalogue of Life.